# Jaén (Spanyolország)
Jaén település Spanyolországban, Jaén tartományban. Tartományi és püspöki székhely. Jaén La Guardia de Jaén, Pegalajar, Campillo de Arenas, Valdepeñas de Jaén, Los Villares, Torredelcampo, Fuerte del Rey, Cazalilla, Mengíbar, Villatorres, Mancha Real és Begíjar községekkel határos. Lakosainak száma 112 074 fő (2024).

## Nevének eredete
A mórok a geen (karavánmegálló) nevet adták az Andalúzia és Kasztília közötti fontos úton található településnek.

## Fekvése
Magas hegyek karéjában, 573 m tengerszint feletti magasságban, a Cerro de Santa Catalina északkeleti lejtőjén terül el.

## Közlekedése
Fontos közlekedési csomópont.

## Története
Eredetileg karthágói település volt. Scipio légiói döntő győzelmet arattak a közelében a 3. században. A rómaiak Auringisnek nevezték; ekkoriban ezüstbányászatáról volt nevezetes. Később a mórok foglalták el, akiktől 1246-ban Kasztíliai III. Ferdinánd vette vissza a települést. 1492-ben innen indultak Granada felé a Katolikus Királyok seregei.

## Népessége
A település népessége az elmúlt években az alábbi módon változott:
| Lakosok száma | 111 406 | 115 917 | 116 393 | 116 557 | 116 731 | 115 837 | 114 238 | 112 999 | 111 669 | 112 074 |
|               | 2001    | 2004    | 2007    | 2009    | 2012    | 2014    | 2017    | 2019    | 2022    | 2024    |

## Látnivalók
- Szenz Ildefonzó-templom (Iglesia de San Ildefonso)
- Szűz Mária-székesegyház (Catedral de Santa María)
- Szent Lőrinc-kapuív (Arco de San Lorenzo) (14. század)
- Pedro Ruis de Torres-palota (Palacio de Pedro Ruis de Torres) (15-16. század)
- Szent András-templom (Iglesia de San Andrés)
- Szent Katalin-várkastély (Castillo de Santa Catalina)
- Szent Klára-kolostor (Monasterio de Santa Clara)
- Szent Márton püspök palotája (Palacio de Obispo Sanmartín)
- Szent Magdolna-templom (Iglesia de La Magdalena)
- Arab fürdők (Baños Árabes)
- Tartományi múzeum (Museo Provincial)
- Villardompardo-palota

## Képgaléria

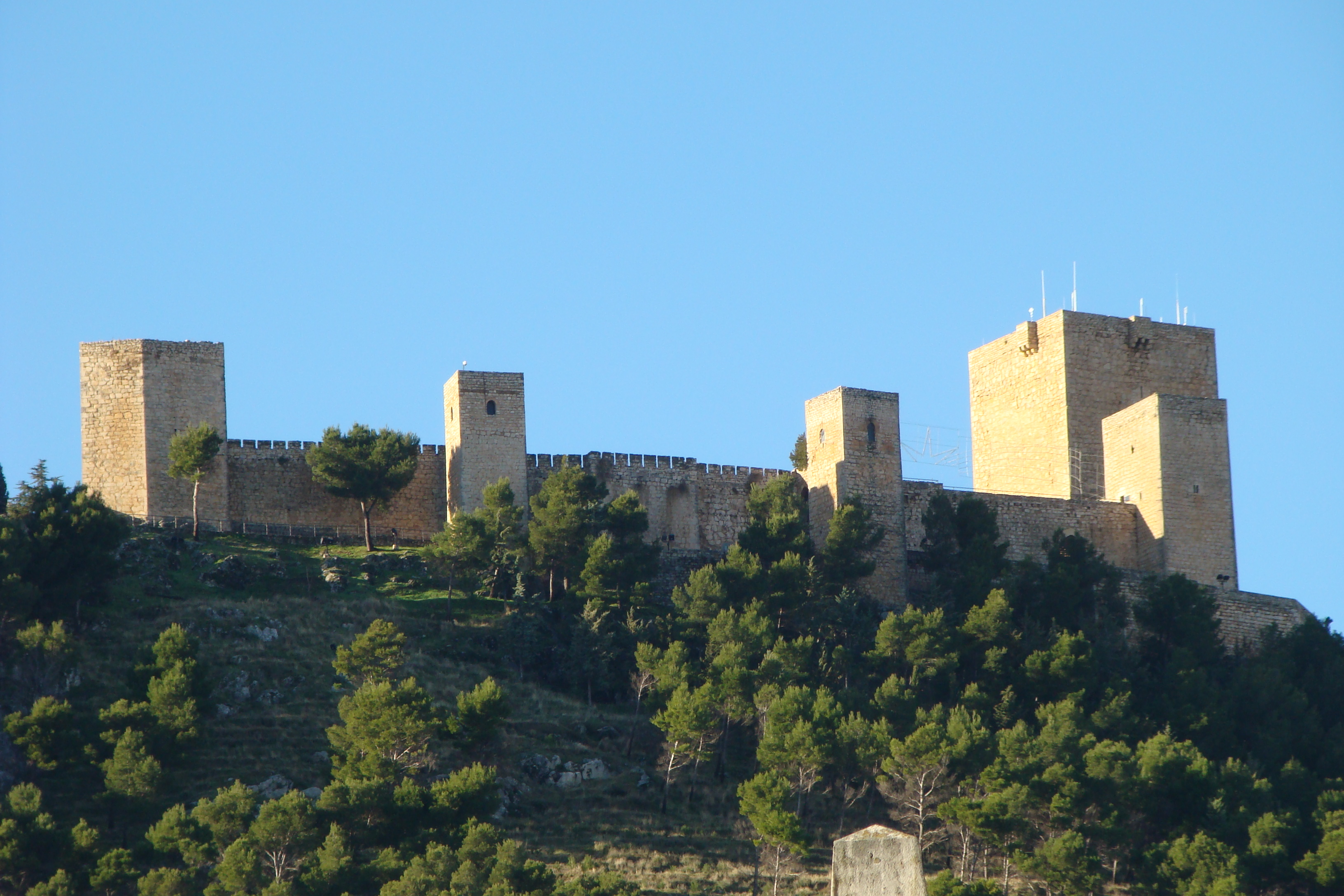
Castillo
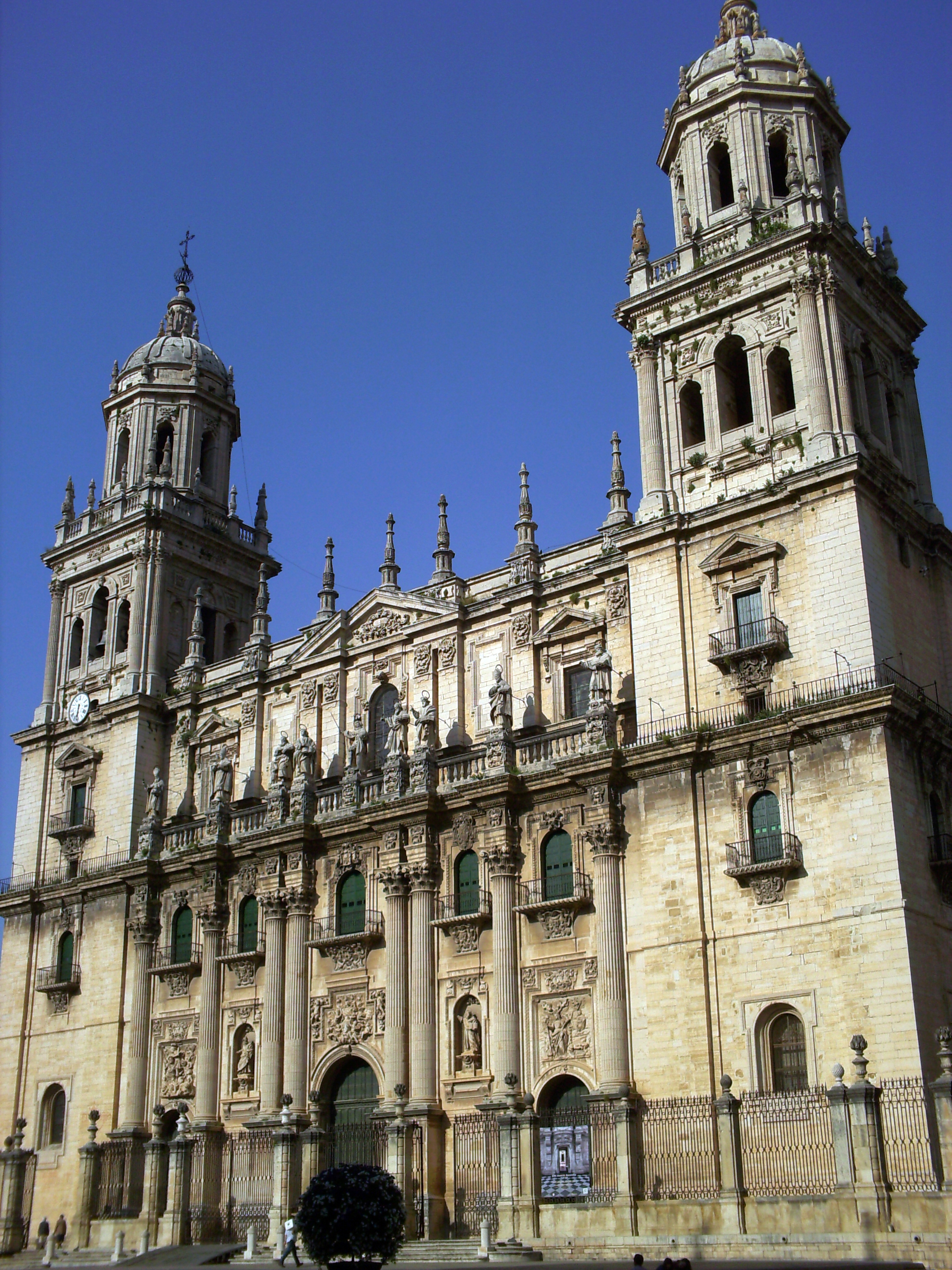
Catedral de la Asunción.
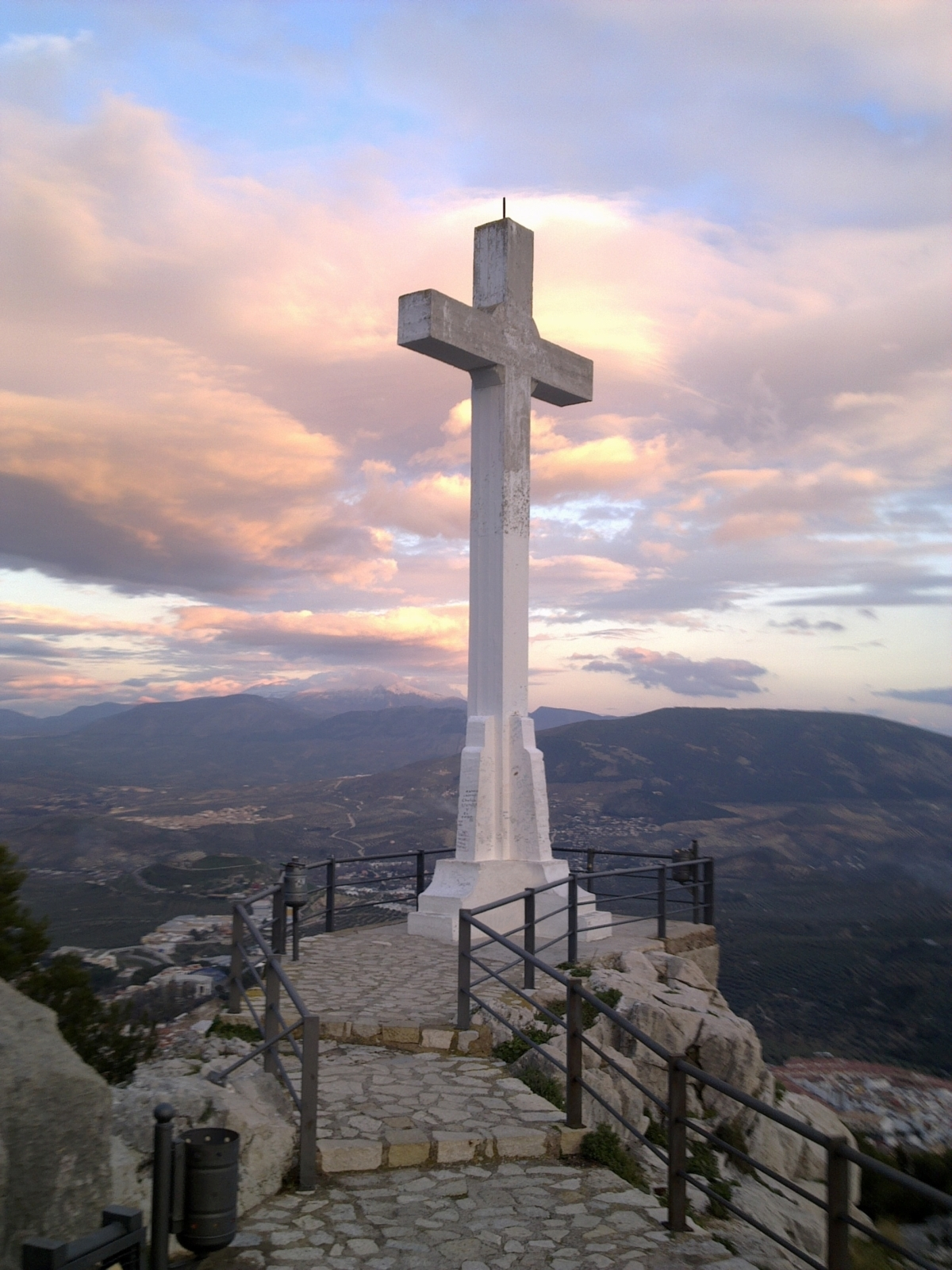
Cruz del Castillo.
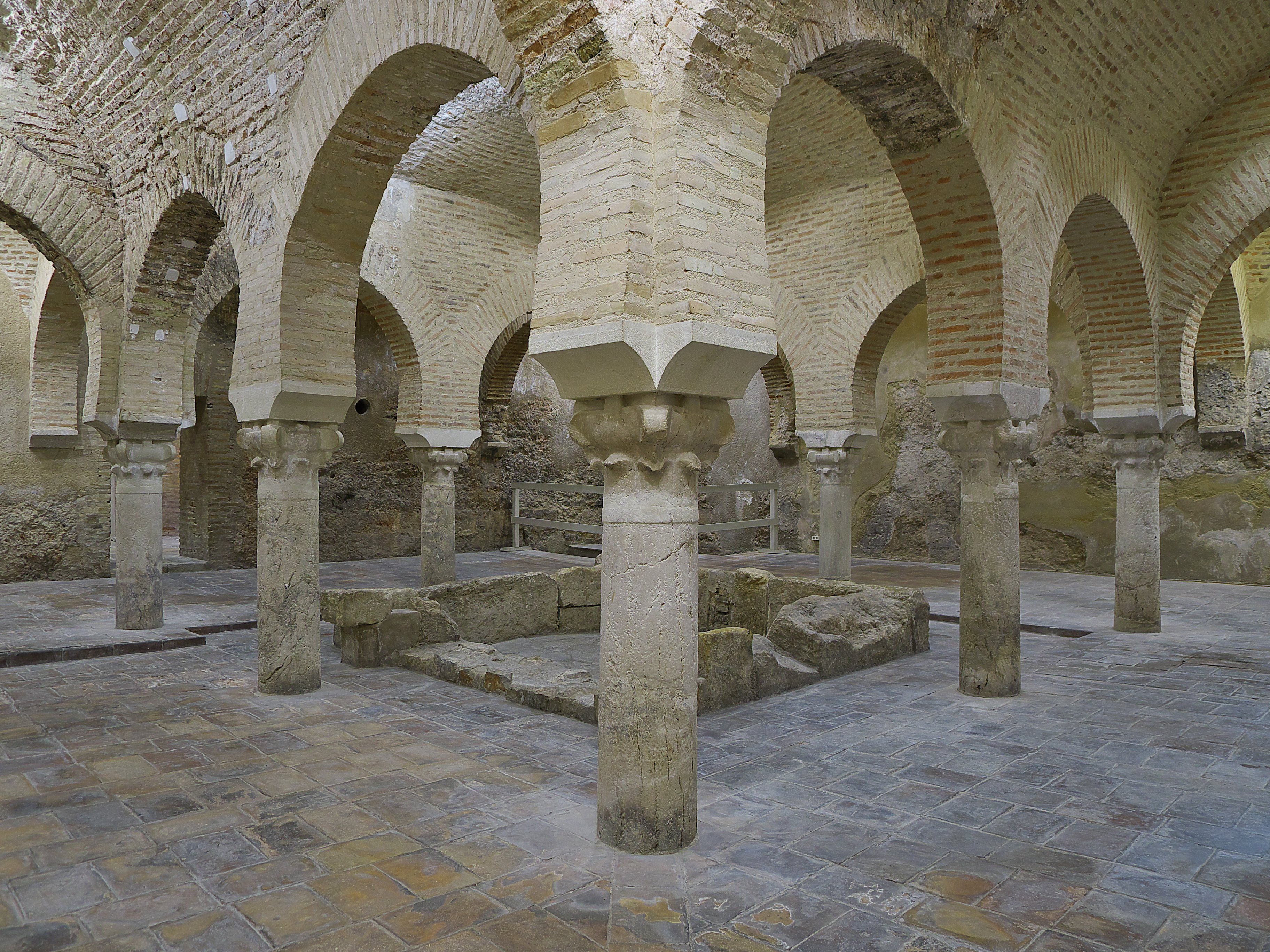
Baños Árabes.
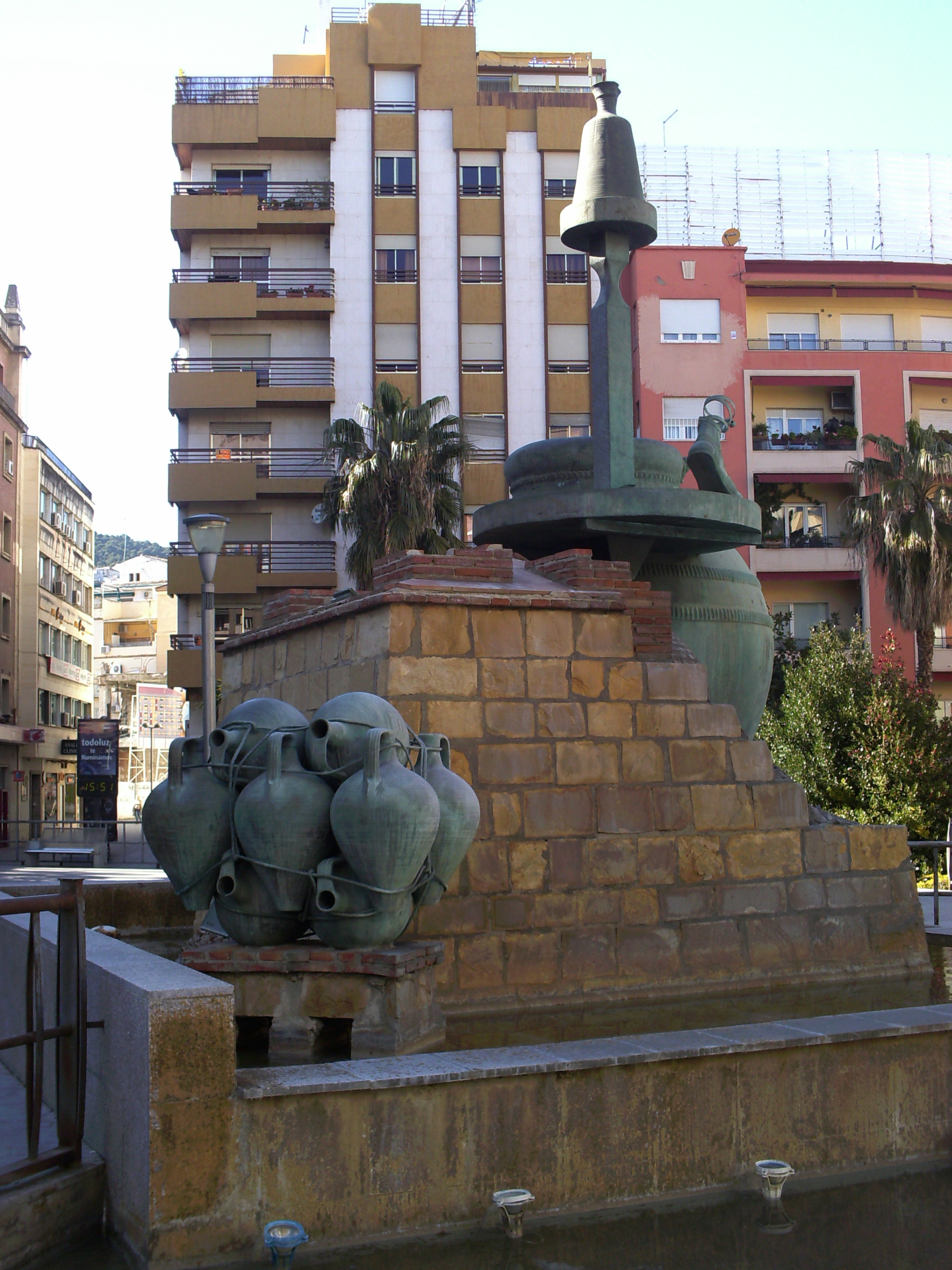
Plaza de la Constitución.
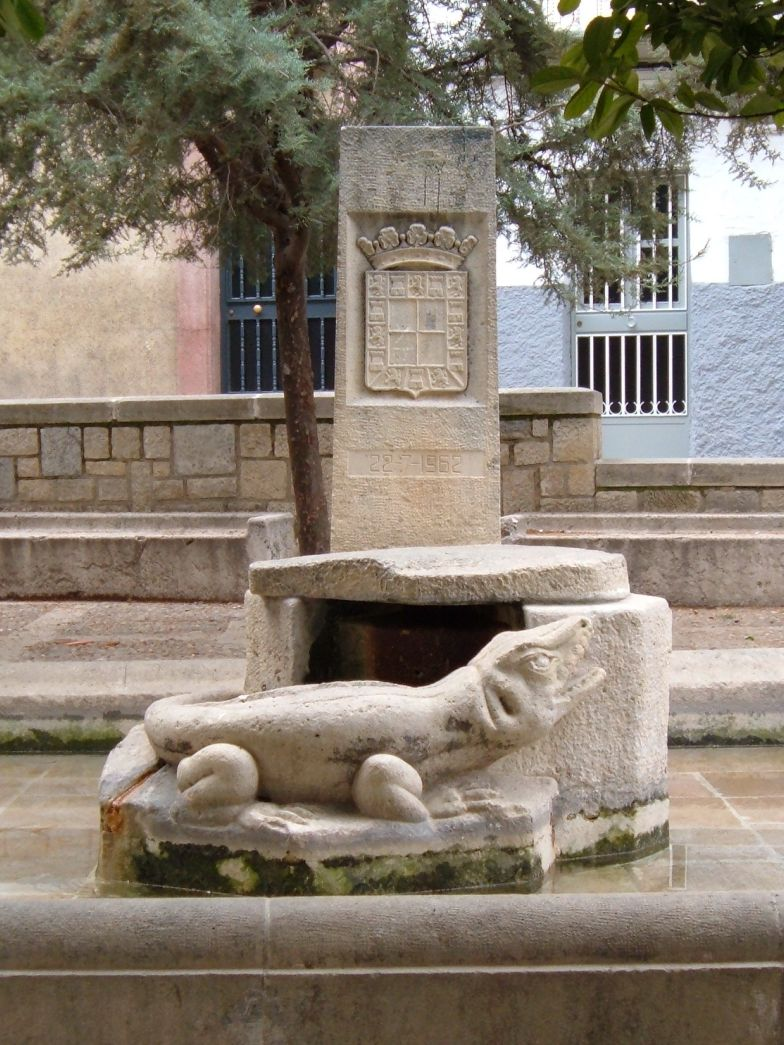
Lagarto de la Magdalena.
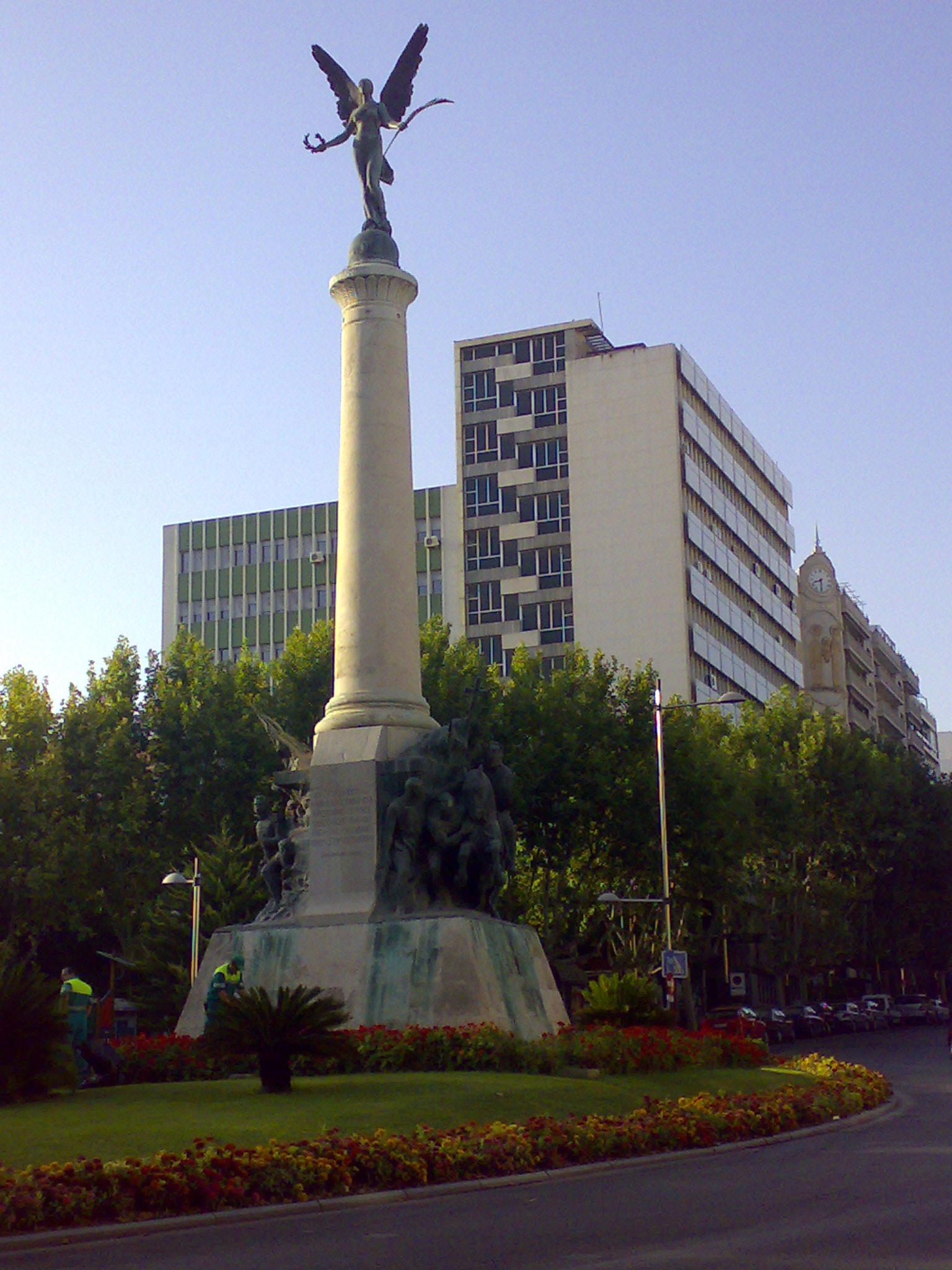
Monumento a las Batallas.